# Larry Wright (basket-ball)
Larry Wright, né le 23 novembre 1954 à Monroe, en Louisiane, est un joueur et entraîneur américain de basket-ball. Il évolue durant sa carrière au poste de meneur.

## Palmarès
- Champion NBA 1978
- Champion d'Italie 1983
- Vainqueur de la coupe d'Europe des clubs champions 1984
- Vainqueur de la coupe intercontinentale 1984